# 范醇敬
范醇敬（1563年—？年），字子厚，號凝宇，四川嘉定州人，明朝政治人物。

## 生平
萬曆十年（1582年）壬午科四川鄉試舉人，萬曆十一年（1583年）聯捷癸未科會試中式第二百四十九名，第三甲第五十三名進士。改翰林院庶吉士，十五年二月授检讨，十七年九月补经筵展書官，十九年五月充副使，册封德藩，二十年十二月奉命编纂六曹章奏，二十六年七月升司经局洗马，掌本局印信，九月与中允袁宗道充武举考试官，晋左谕德，二十七年五月升左庶子兼翰林院侍读，掌左春坊印，二十八年四月升詹事府少詹事兼翰林院侍读学士，管纂修玉牒，二十九年九月为皇長子讲筵侍班官，三十四年七月升南京礼部右侍郎，九月被給事中汪若霖弹劾，上疏乞休。

## 家族
曾祖范連；祖范□，貢士；父范爾知；母童氏。具慶下，妻文氏，兄履敬，弟恆敬；合敬。